# Koulourakia

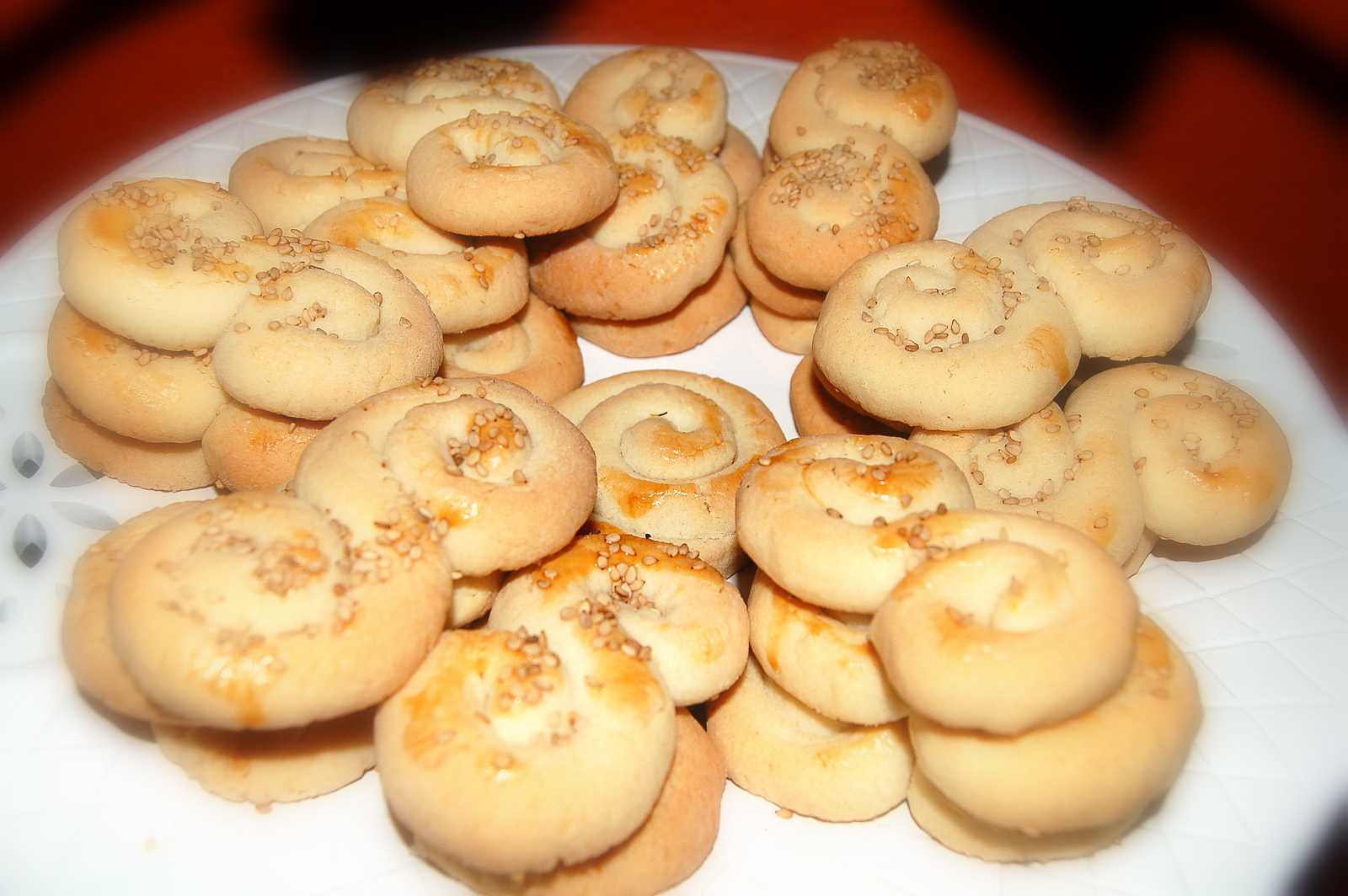
Koulourakia

Koulourakia (grekiska: κουλουράκια, IPA: [kuluˈraca] ; singular: κουλουράκι) är ett traditionellt grekiskt bakverk, som vanligtvis bakas runt påsk för att ätas på påskafton. De äts helst till morgonkaffet eller eftermiddagsteet.  
Namnet kommer från grekiskans kouloura som betyder ring eller ögla och anspelar på bakverkets form.
De bakas på smör, formas enligt tradition för hand och har en ägglasyr på toppen. Kakorna har en söt smak med en aning vanilj och apelsin.
Bakverken kan formas till flätade cirklar, hårnålsvridningar, åttor, tvinnade kransar, hästskor, grekiska bokstäver eller ormformade. Vanligtvis tillsätts en kryddnejlika ovanpå bakverkets mitt för extra smak. De ska helst förvaras i en burk med tättslutande lock för att undvika att det kommer in fukt. 
Koulourakia har bakats sedan åtminstone den minoiska kulturens tid. Minoerna gjorde ibland bakverk som liknade små ormar, eftersom de dyrkade ormen för dess helande krafter.